# Tebenna silphiella
Tebenna silphiella là một loài bướm đêm thuộc họ Choreutidae. Nó được tìm thấy ở khu vực miền trung của Hoa Kỳ, bao gồm Wisconsin, Illinois và Colorado. 
Con trưởng thành bay từ đầu to cuối tháng 5. Có hai lứa trưởng thành một năm.
Ấu trùng ăn Silphium integrifolium. They skeletonize the leaves of their host plant, almost always on the top leaves (those at hoặc near the apex). Ấu trùng trưởng thành dài 12 mm. Ấu trùng được ghi nhận từ tháng 5 đến tháng 6.